# Шарлотт Бонне
Шарлотт Бонне  (фр. Charlotte Bonnet, 14 лютого 1995) — французька плавчиня, олімпійська медалістка.

## Виступи на Олімпіадах
| Олімпіада           | Дисципліна                           | Місце |
| ------------------- | ------------------------------------ | ----- |
| Лондон 2012         | 100 метрів вільним стилем            | 20    |
| Лондон 2012         | естафета 4x200 метрів вільним стилем | 3     |
| Лондон 2012         | естафета 4x100 метрів комплексом     | 14    |
| Ріо-де-Жанейро 2016 | 100 метрів вільним стилем            | 15    |
| Ріо-де-Жанейро 2016 | 200 метрів вільним стилем            | 8     |
| Ріо-де-Жанейро 2016 | естафета 4x100 метрів вільним стилем | 7     |
| Ріо-де-Жанейро 2016 | естафета 4x200 метрів вільним стилем | 10    |
| Ріо-де-Жанейро 2016 | естафета 4x100 метрів комплексом     | DSQ   |
| Токіо 2020          | 100 метрів вільним стилем            | 15    |
| Токіо 2020          | 200 метрів вільним стилем            | 13    |
| Токіо 2020          | естафета 4x100 метрів вільним стилем | 10    |
| Токіо 2020          | естафета 4x200 метрів вільним стилем | 8     |